# Meandrina
Meandrina is een geslacht van neteldieren uit de klasse Anthozoa (bloemdieren).

## Soorten
- Meandrina danae (Milne Edwards & Haime, 1848)
- Meandrina jacksoni Pinzón & Weil, 2011
- Meandrina meandrites (Linnaeus, 1758)